# Ternant, Charente-Maritime

Ternant este o comună în departamentul Charente-Maritime, Franța. În 1 ianuarie 2022 avea o populație de 381 de locuitori.